# Municipio de Logan (Dakota del Norte)
El municipio de Logan (en inglés: Logan Township) es un municipio ubicado en el condado de Burleigh en el estado estadounidense de Dakota del Norte. En el año 2010 tenía una población de 36 habitantes y una densidad poblacional de 0,39 personas por km².

## Geografía
El municipio de Logan se encuentra ubicado en las coordenadas 46°46′18″N 100°23′57″O / 46.77167, -100.39917. Según la Oficina del Censo de los Estados Unidos, el municipio tiene una superficie total de 93.32 km², de la cual 92,78 km² corresponden a tierra firme y (0,58 %) 0,54 km² es agua.

## Demografía
Según el censo de 2010, había 36 personas residiendo en el municipio de Logan. La densidad de población era de 0,39 hab./km². De los 36 habitantes, el municipio de Logan estaba compuesto por el 100 % blancos. Del total de la población el 0 % eran hispanos o latinos de cualquier raza.